# Улика (река)
Улика — река в Хабаровском районе Хабаровского края. Длина — 157 км, площадь водосборного бассейна — 2030 км².

## География
Исток Улики находится в Куканском хребте, река стекает с восточных склонов горы Ульку. В верховьях течёт в межгорной долине на юг. Достигнув Поликанского хребта, поворачивает на юго-запад и огибает его с западной стороны. Выйдя на равнину последовательно поворачивает на юг и юго-восток. Берега в нижнем течении в значительной степени заболочены. Река сильно меандрирует. Впадает в Кур по правому берегу на абсолютной отметке 39 м над уровнем моря в 8 км от устья Кура у села Улика-Павловка. Ширина реки в нижнем течении составляет 31 м при глубине 2 м. 

## Основные притоки
Указаны поименованные притоки длиной 20 км и более
| Название       | Расстояние от устья | Длина | Положение |
| -------------- | ------------------- | ----- | --------- |
| Амер           | 4                   | 112   | правый    |
| Первая Речка   | 59                  | 25    | левый     |
| Толуян         | 98                  | 32    | правый    |
| Малый Толуян   | 100                 | 26    | правый    |
| Левый Харбукан | 117                 | 26    | правый    |

## Данные водного реестра
По данным государственного водного реестра России и геоинформационной системы водохозяйственного районирования территории РФ, подготовленной Федеральным агентством водных ресурсов:
- Бассейновый округ — Амурский
- Речной бассейн — Амур
- Речной подбассейн — Амур от впадения Уссури до устья
- Водохозяйственный участок — Амур от города Хабаровск до города Комсомольск-на-Амуре